# Kolsjön, Uppland
Kolsjön är en sjö i Uppsala kommun i Uppland och ingår i Olandsåns huvudavrinningsområde. Sjön är 1,8 meter djup, har en yta på 0,159 kvadratkilometer och är belägen 28 meter över havet.

## Delavrinningsområde
Kolsjön ingår i det delavrinningsområde (664474-163287) som SMHI kallar för Utloppet av Kärven. Medelhöjden är 24 meter över havet och ytan är 25,03 kvadratkilometer. Räknas de 2 avrinningsområdena uppströms in blir den ackumulerade arean 62,92 kvadratkilometer. Olandsån som avvattnar avrinningsområdet har biflödesordning 2, vilket innebär att vattnet flödar genom totalt 2 vattendrag innan det når havet efter 61 kilometer. Avrinningsområdet består mestadels av skog (75 procent) och jordbruk (13 procent). Avrinningsområdet har 1,75 kvadratkilometer vattenytor vilket ger det en sjöprocent på 7 procent.